# Liste des édifices labellisés « Patrimoine du XXe siècle » du Var
Cet article recense les monuments historiques protégés au titre du Patrimoine du XXe siècle du département des Var, en France.

## Statistiques
Au 31 décembre 2010, le Var compte 32 immeubles protégés du patrimoine du XXe siècle.

## Liste
| Monument                                                               | Commune               | Adresse                                      | Coordonnées                      | Notice         | Protection     | Date      | Illustration                                                  |
| ---------------------------------------------------------------------- | --------------------- | -------------------------------------------- | -------------------------------- | -------------- | -------------- | --------- | ------------------------------------------------------------- |
| immeuble dit résidence Athéna Port                                     | Bandol                | 1390 boulevard des Graviers                  | 43° 08′ 09″ nord, 6° 43′ 37″ est | « EA83141180 » |                | 1969      | Image manquante Téléverser                                    |
| coopérative vinicole La Laborieuse, actuellement Cellier des Templiers | Bras                  | 83 Rue Henri Fabre                           | 43° 28′ 10″ nord, 5° 57′ 03″ est | « IA83001310 » | pré-inventaire | 1923      | Image manquante Téléverser                                    |
| Coopérative vinicole dite Cave coopérative la Fréjussienne             | Fréjus                | rue Henri-Vadon                              | 43° 26′ 01″ nord, 6° 43′ 49″ est | « IA83000700 » | pré-inventaire | 1925      | Image manquante Téléverser                                    |
| Mosquée Missiri                                                        | Fréjus                | Lieu-dit Caïs                                | 43° 27′ 28″ nord, 6° 43′ 37″ est | « PA00081616 » | Inscrit        | 1920      | Mosquée Missiri                                               |
| Chapelle Notre-Dame-de-Jérusalem, dite aussi Chapelle Cocteau          | Fréjus                | Lieu-dit Les Darboussières                   | 43° 28′ 15″ nord, 6° 46′ 13″ est | « PA00081607 » | inscrit        | 1963      | Chapelle Notre-Dame-de-Jérusalem, dite aussi Chapelle Cocteau |
| Club-house du golf de Beauvallon                                       | Grimaud               | boulevard des Collines                       | 43° 17′ 25″ nord, 6° 35′ 39″ est | « PA00125720 » | inscrit        | 1927      | Image manquante Téléverser                                    |
| Villa Seynave                                                          | Grimaud               | sentier des Forêts                           | 43° 17′ 29″ nord, 6° 35′ 47″ est | « PA00125721 » | Inscrit        | 1993      | Image manquante Téléverser                                    |
| Villa Vent d'Aval                                                      | Grimaud               | Domaine de Beauvallon Boulevard des Sommets  | 43° 17′ 29″ nord, 6° 36′ 11″ est | « PA00125722 » | Inscrit        | 1993      | Image manquante Téléverser                                    |
| station balnéaire dite Port-Grimaud                                    | Grimaud               |                                              | 43° 16′ 26″ nord, 6° 34′ 37″ est | « EA83141182 » |                | 1966      | Image manquante Téléverser                                    |
| Domaine de San Salvadour                                               | Hyères                | Lieu-dit San Salvadour, R.N. 559             | 43° 05′ 03″ nord, 6° 06′ 47″ est | « PA00081639 » | inscrit        | 1990      | Domaine de San Salvadour                                      |
| Villa Marie-Laure-de-Noailles ou château Saint-Bernard                 | Hyères                |                                              | 43° 07′ 26″ nord, 6° 07′ 38″ est | « PA00081651 » | Inscrit        | 1924      | Villa Marie-Laure-de-Noailles ou château Saint-Bernard        |
| station balnéaire Simone-Berriau Plage                                 | Hyères                | Berriau-Plage                                | 43° 06′ 42″ nord, 6° 11′ 36″ est | « IA83000216 » | pré-inventaire |           | Image manquante Téléverser                                    |
| maison dite villa Le Pin                                               | Le Lavandou           | Lieu-dit Saint-Clair, impasse des Amandiers  | 43° 08′ 46″ nord, 6° 22′ 57″ est | « IA00141187 » | pré-inventaire | 1910      | Image manquante Téléverser                                    |
| maison dite Villa Le Pin Blanc                                         | Le Lavandou           | Lieu-dit Four des Maures, CD559              | 43° 08′ 44″ nord, 6° 23′ 10″ est | « IA00130645 » | pré-inventaire | 1957      | Image manquante Téléverser                                    |
| immeuble à appartements dit Villa Jasimoun                             | Le Lavandou           | Lieu-dit la Renarde, 9 avenue Colonel Rigaud | 43° 08′ 21″ nord, 6° 22′ 41″ est | « IA00130640 » | pré-inventaire | 1952      | Image manquante Téléverser                                    |
| maison dite Villa Les Alizés                                           | Le Lavandou           | Saint-Clair plage, 4 avenue des Dryades      | 43° 08′ 38″ nord, 6° 23′ 00″ est | « IA00130646 » | pré-inventaire | 1951      | Image manquante Téléverser                                    |
| maison dite Villa Altair                                               | Le Lavandou           | Cap Nègre, Chemin François Daniel            | 43° 08′ 48″ nord, 6° 26′ 36″ est | « IA00130641 » | pré-inventaire | 1958      | Image manquante Téléverser                                    |
| maison dite Villa le Dindouletto                                       | Le Lavandou           | Saint-Clair, avenue Van Rysselberghe         | 43° 08′ 43″ nord, 6° 22′ 55″ est | « IA00130644 » | pré-inventaire |           | Image manquante Téléverser                                    |
| Villa Dollander                                                        | Le Lavandou           |                                              | 43° 08′ 37″ nord, 6° 23′ 01″ est | « PA00081783 » | Inscrit        | 1989      | Villa Dollander                                               |
| Fontaine de Méounes-lès-Montrieux                                      | Méounes-lès-Montrieux | Place des Écoles                             | 43° 16′ 52″ nord, 5° 58′ 13″ est | « PA00081679 » | Inscrit        | 1949      | Fontaine de Méounes-lès-Montrieux                             |
| Monument aux morts dit Monument au Dixmude                             | Cuers                 | place du Dixmude                             | 43° 14′ 16″ nord, 6° 04′ 20″ est | « IA00060202 » | pré-inventaire | 1926      | Image manquante Téléverser                                    |
| Rêve de l'Oiseau sol                                                   | Le Plan-de-la-Tour    |                                              | 43° 20′ 15″ nord, 6° 30′ 30″ est | « PA83000017 » | Inscrit Classé | 2007 2008 | Rêve de l'Oiseausol                                           |
| Villa l'Artaude                                                        | Le Pradet             |                                              | 43° 06′ 06″ nord, 6° 01′ 49″ est | « PA00081695 » | Classé         | 1987      | Image manquante Téléverser                                    |
| Domaine du Rayol maison                                                | Rayol-Canadel-sur-Mer | Avenue du Commandant-Rigaud                  | 43° 09′ 23″ nord, 6° 28′ 55″ est | « PA00132722 » | Inscrit        | 1994      | Domaine du Rayolmaison                                        |
| Pergola ronde du Pateck portique                                       | Rayol-Canadel-sur-Mer | Le Rayol                                     | 43° 09′ 34″ nord, 6° 28′ 49″ est | « PA00081786 » | Inscrit        | 1989      | Image manquante Téléverser                                    |
| Ancien groupe touristique Latitude 43                                  | Saint-Tropez          | Lieu-dit le Pilon, avenue Général-Leclerc    | 43° 16′ 03″ nord, 6° 37′ 53″ est | « PA00081795 » | Inscrit        | 1932      | Image manquante Téléverser                                    |
| Villa Bellevue (Sainte-Maxime)                                         | Sainte-Maxime         | 14 avenue du Croiseur-Léger-LeMalin          | 43° 19′ 39″ nord, 6° 39′ 56″ est | « PA83000015 » | Inscrit        | 1925      | Image manquante Téléverser                                    |
| maison dite villa Sylvacanne                                           | La Seyne-sur-Mer      | 611 rue Raphaël Dubois                       | 43° 05′ 08″ nord, 5° 53′ 48″ est | « EA83141185 » |                | 1939      | Image manquante Téléverser                                    |
| Pont levant de La Seyne-sur-Mer                                        | La Seyne-sur-Mer      |                                              | 43° 06′ 10″ nord, 5° 52′ 59″ est | « PA00081737 » | Inscrit        | 1987      | Pont levant de La Seyne-sur-Mer                               |
| station balnéaire des Sablettes                                        | La Seyne-sur-Mer      | Lieu-dit les Sablettes                       | 43° 04′ 49″ nord, 5° 53′ 32″ est | « IA83000439 » | pré-inventaire |           | Image manquante Téléverser                                    |
| Four à cade des Pousselons                                             | Solliès-Pont          | Les Pousselons                               | 43° 10′ 55″ nord, 6° 05′ 02″ est | « PA00132790 » | Inscrit        | 1994      | Image manquante Téléverser                                    |
| Puits aérien                                                           | Trans-en-Provence     |                                              | 43° 30′ 00″ nord, 6° 29′ 05″ est | « PA00081771 » | Inscrit        | 1983      | Puits aérien                                                  |